# João Bonde
João José Jone Bonde (Beira, 9 gennaio 1997) è un calciatore mozambicano, centrocampista del Ferroviário Beira e della nazionale mozambicana.

## Carriera

### Club
Nel 2016 ha esordito nella prima divisione mozambicana con il Ferroviário Beira.

### Nazionale
Nel 2024 è stato convocato per la Coppa d'Africa.

## Statistiche

### Cronologia presenze e reti in nazionale
| Cronologia completa delle presenze e delle reti in nazionale ― Mozambico | Cronologia completa delle presenze e delle reti in nazionale ― Mozambico | Cronologia completa delle presenze e delle reti in nazionale ― Mozambico | Cronologia completa delle presenze e delle reti in nazionale ― Mozambico | Cronologia completa delle presenze e delle reti in nazionale ― Mozambico | Cronologia completa delle presenze e delle reti in nazionale ― Mozambico | Cronologia completa delle presenze e delle reti in nazionale ― Mozambico | Cronologia completa delle presenze e delle reti in nazionale ― Mozambico |
| Data                                                                     | Città                                                                    | In casa                                                                  | Risultato                                                                | Ospiti                                                                   | Competizione                                                             | Reti                                                                     | Note                                                                     |
| ------------------------------------------------------------------------ | ------------------------------------------------------------------------ | ------------------------------------------------------------------------ | ------------------------------------------------------------------------ | ------------------------------------------------------------------------ | ------------------------------------------------------------------------ | ------------------------------------------------------------------------ | ------------------------------------------------------------------------ |
| 13-7-2022                                                                | Durban                                                                   | Sudafrica                                                                | 0 – 0 dts (4 – 5 dtr)                                                    | Mozambico                                                                | COSAFA Cup 2022 - Quarti di finale                                       | -                                                                        | 84’                                                                      |
| 15-7-2022                                                                | Durban                                                                   | Namibia                                                                  | 1 – 0                                                                    | Mozambico                                                                | COSAFA Cup 2022 - Semifinali                                             | -                                                                        | 20’                                                                      |
| 17-7-2022                                                                | Durban                                                                   | Mozambico                                                                | 1 – 1 dts (3 – 5 dtr)                                                    | Senegal                                                                  | COSAFA Cup 2022 - Finale 3º posto                                        | -                                                                        | 55’                                                                      |
| 24-7-2022                                                                | Maputo                                                                   | Mozambico                                                                | 0 – 0                                                                    | Zambia                                                                   | Qual. CHAN 2022                                                          | -                                                                        | 80’                                                                      |
| 27-8-2022                                                                | Lilongwe                                                                 | Malawi                                                                   | 1 – 1                                                                    | Mozambico                                                                | Qual. CHAN 2022                                                          | -                                                                        | 63’                                                                      |
| 4-9-2022                                                                 | Maputo                                                                   | Mozambico                                                                | 0 – 0                                                                    | Malawi                                                                   | Qual. CHAN 2022                                                          | -                                                                        | 90+1’                                                                    |
| 14-1-2023                                                                | Algeri                                                                   | Etiopia                                                                  | 0 – 0                                                                    | Mozambico                                                                | CHAN 2022 - 1º turno                                                     | -                                                                        | 46’                                                                      |
| 17-1-2023                                                                | Algeri                                                                   | Mozambico                                                                | 3 – 2                                                                    | Libia                                                                    | CHAN 2022 - 1º turno                                                     | -                                                                        | 55’                                                                      |
| 7-7-2023                                                                 | Durban                                                                   | Mozambico                                                                | 1 – 1                                                                    | Angola                                                                   | COSAFA Cup 2023 - 1º turno                                               | -                                                                        | 46’ 55’                                                                  |
| 10-7-2023                                                                | Durban                                                                   | Mozambico                                                                | 0 – 1                                                                    | Lesotho                                                                  | COSAFA Cup 2023 - 1º turno                                               | -                                                                        |                                                                          |
| 12-7-2023                                                                | Durban                                                                   | Mauritius                                                                | 0 – 1                                                                    | Mozambico                                                                | COSAFA Cup 2023 - 1º turno                                               | -                                                                        | 63’                                                                      |
| 19-11-2023                                                               | Maputo                                                                   | Mozambico                                                                | 0 – 2                                                                    | Algeria                                                                  | Qual. Mondiali 2026                                                      | -                                                                        | 82’                                                                      |
| 6-1-2024                                                                 | Johannesburg                                                             | Mozambico                                                                | 2 – 0                                                                    | Lesotho                                                                  | Amichevole                                                               | -                                                                        | 75’                                                                      |
| 8-1-2024                                                                 | Johannesburg                                                             | Botswana                                                                 | 1 – 1                                                                    | Mozambico                                                                | Amichevole                                                               | -                                                                        | 46’                                                                      |
| 22-1-2024                                                                | Abidjan                                                                  | Mozambico                                                                | 2 – 2                                                                    | Ghana                                                                    | Coppa d'Africa 2023 - 1º turno                                           | -                                                                        | 87’                                                                      |
| Totale                                                                   |                                                                          | Presenze                                                                 | 15                                                                       |                                                                          | Reti                                                                     | 0                                                                        |                                                                          |

## Palmarès

### Club

#### Competizioni nazionali
- Campionato mozambicano: 2

Ferroviário Beira: 2016, 2023
- Coppa del Mozambico: 1

Ferroviário Beira: 2016
- Supercoppa mozambicana: 1

Ferroviário Beira: 2017